# Α-L-ラムノシダーゼ
α-L-ラムノシダーゼ(Alpha-L-rhamnosidase、EC 3.2.1.40)は、α-L-ラムノシドの非還元末端のα-L-ラムノース残基を加水分解する酵素である。系統名は、α-L-ラムノシド ラムノヒドロラーゼ(alpha-L-rhamnoside rhamnohydrolase)である。